# J. Ernest Wilkins Jr.

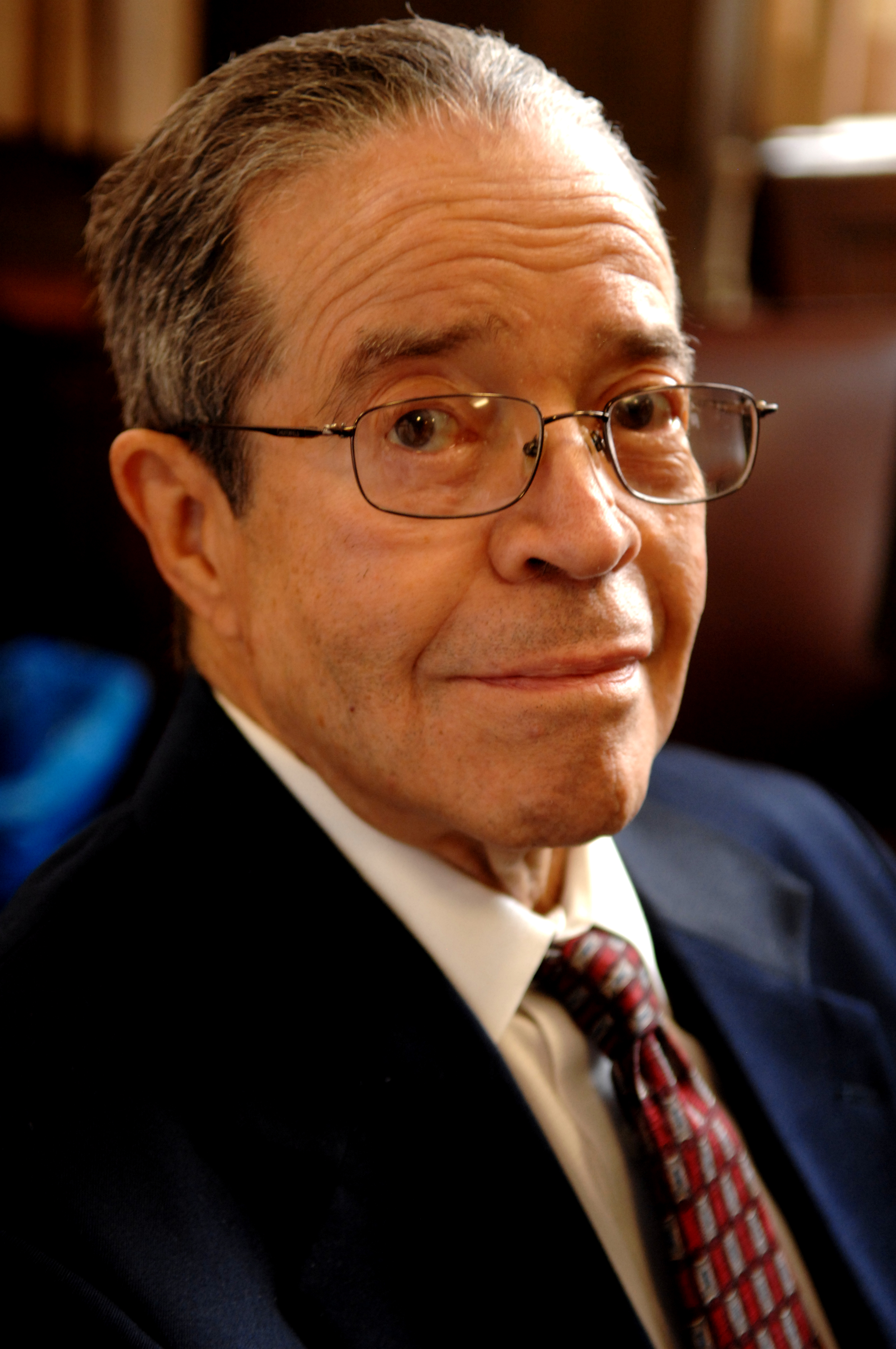
J. Ernest Wilkins Jr. (ca. 2007)

 J. Ernest Wilkins Jr. (* 27. November 1923 in Chicago, Illinois; † 1. Mai 2011 in Fountain Hills, Arizona) war ein US-amerikanischer Mathematiker, Nuklearphysiker und Hochschullehrer. Er besuchte die Universität von Chicago im Alter von 13 Jahren und wurde der jüngste Student.  Er war von 1974 bis 1975 Präsident der American Nuclear Society und wurde 1976 als zweiter Afroamerikaner in die National Academy of Engineering gewählt.

## Leben und Werk
Wilkens wurde als Sohn von Ernest Wilkens Sr. und Lucile Beatrice (Robinson) Wilkins geboren und besuchte als jüngster zugelassener Student mit 13 Jahren die University of Chicago. Universitätsstipendien deckten seine Studiengebühren ab und er verdiente Geld mit Nachhilfeunterricht für andere Studenten. Während seines Mathematikstudiums belegte er zusätzliche Kurse und erhielt 1940 den Bachelor of Science Abschluss. Mit den Credits, die er als Student erworben hatte, erhielt er 1941 den Master-Abschluss in Mathematik. 1942 promovierte er bei Magnus Hestenes an der University of Chicago mit der Dissertation: Multiple Integral Problems in Parametric Form in the Calculus of Variations. Die Zeitungen im Land berichteten über das Genie. Er war der achte schwarze Amerikaner und einer der jüngsten Amerikaner, die einen Doktorgrad erworben haben. Ein Rosenwald-Stipendium ermöglichte es ihm 1942 als Postdoktorand am Institute for Advanced Studies in New Jersey zu arbeiten. Trotz seiner hervorragenden Referenzen fand er keine Stelle an einer Forschungsuniversität. Von 1943 bis 1944 war er Mathematiklehrer am Tuskegee Institute (heute Tuskegee University), einer historisch schwarzen Schule in Tuskegee (Alabama). 1943 veröffentlichte er seine ersten beiden Forschungsarbeiten zur Geometrie und im folgenden Jahr veröffentlichte er vier weitere Arbeiten.
1944 kehrte er zunächst als assoziierter mathematischer Physiker und dann als Physiker an das Metallurgical Laboratory der Universität von Chicago im Rahmen des Manhattan-Projekts zurück. Unter Arthur Holly Compton und Enrico Fermi entwickelte das Labor eine Methode zur Herstellung von spaltbarem Material für eine Atombombe. Als sein Team in das Oak Ridge National Laboratory in Oak Ridge, Tennessee (zu der Zeit als Standort „X“ bekannt) versetzt werden sollte, wäre Wilkins aufgrund der Jim Crow-Gesetze im Süden der USA am Arbeiten gehindert worden. Als Edward Teller darüber informiert wurde, schrieb er am 18. September 1944 einen Brief an Harold Urey (der zu dieser Zeit Direktor für Kriegsforschung war) und empfahl Wilkens Dienstleistungen für eine neue Position in Chicago. Während seiner Zeit in Chicago unterrichtete Wilkins  dann Mathematik und arbeitete mit dem Nobelpreisträger Eugene Wigner zusammen. Ihre Forschungen zur Absorption von Neutronen führten zum Wigner-Wilkins-Ansatz zur Abschätzung der Verteilung von Neutronenenergien in Kernreaktoren. Ihr 1944 verfasstes und 1948 freigegebenes gemeinsames Papier wurde schließlich in Wigners Gesammelten Werken veröffentlicht.

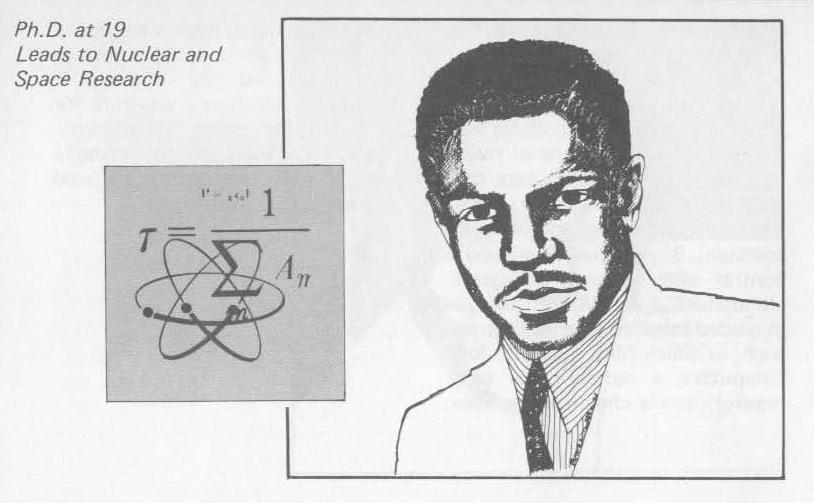
Tintenskizze mit J. Ernest Wilkins Jr.

1946 wechselte Wilkins als Mathematiker an die American Optical Company in Buffalo, New York, wo er optische Techniken zur Entwicklung von Linsen für große Teleskope testete. 1947 heiratete er Gloria Louise Stewart, mit der er zwei Kinder bekam. 1947 wurde er zur Teilnahme am Treffen der American Mathematical Society (AMS) an der University of Georgia eingeladen. Das Komitee teilte ihm mit, dass sie eine schwarze Familie gefunden hätten, bei der er bleiben und seine Mahlzeiten einnehmen könne, da er sich den anderen Delegierten im Hotel nicht anschließen könne. Wilkins nahm die Einladung nicht an und nahm nie an einem AMS-Treffen im Südosten teil. Wie viele Wissenschaftler, die am Manhattan-Projekt gearbeitet haben, war er von den möglichen friedlichen Anwendungen der Atomenergie fasziniert und wurde 1950 leitender Mathematiker bei der Nuclear Development Corporation of America (NDA), später bei der United Nuclear Corporation (UNC) in White Plains, New York. 1955 wurde er Leiter der Abteilung Physik und Mathematik und 1958 zunächst zum stellvertretenden Leiter und dann zum Leiter für Forschung und Entwicklung befördert. 1955 war er Delegierter einer Konferenz über die friedliche Nutzung der Atomenergie und im folgenden Jahr wurde er zum Fellow der American Association for the Advancement of Science (AAAS) gewählt. Als er erkannte, dass viele seiner Ingenieurkollegen bei NDA sich nicht mit den Mathematikern berieten, erwarb er an der New York University 1957 einen Bachelor-Abschluss in Maschinenbau magna cum laude und 1960 einen Master-Abschluss in Maschinenbau. 1970 forschte er an der Howard University als Professor für Angewandte Mathematische Physik. Während seiner Amtszeit war er von 1976 bis 1977 als Gastwissenschaftler am Argonne National Laboratory tätig. Von 1974 bis 1975 war er Präsident der American Nuclear Society und wurde 1976 als zweiter Afroamerikaner in die National Academy of Engineering gewählt. 1984 heiratete er Maxine G. Malone und 2003 heiratete er Vera Wood Anderson. Ab 1990 arbeitete er als Professor für Angewandte Mathematik und Mathematische Physik an der Clark Atlanta University in Atlanta und ab 1995 als außerordentlicher Professor am Georgia Institute of Technology. Er ging 2003 in den Ruhestand.
Während seiner jahrelangen Forschung veröffentlichte Wilkins mehr als 100 Artikel zu verschiedenen Themen, darunter Differentialgeometrie, lineare Differentialgleichungen, Integrale, Nukleartechnik, Gammastrahlungsabschirmung und Optik, und erhielt dabei zahlreiche wissenschaftliche Auszeichnungen. 1992 hielt er einen Vortrag auf einem gemeinsamen Treffen der AMS und der Mathematical Association of America (MAA) in Baltimore, Maryland. Das AMS-Bankett ehrte ihn als das langjährigste AMS-Mitglied mit einer Amtszeit von 61 Jahren.
Sein berühmtes Zitat lautet: „One day I will fly to the moon with math.“

## Auszeichnungen (Auswahl)

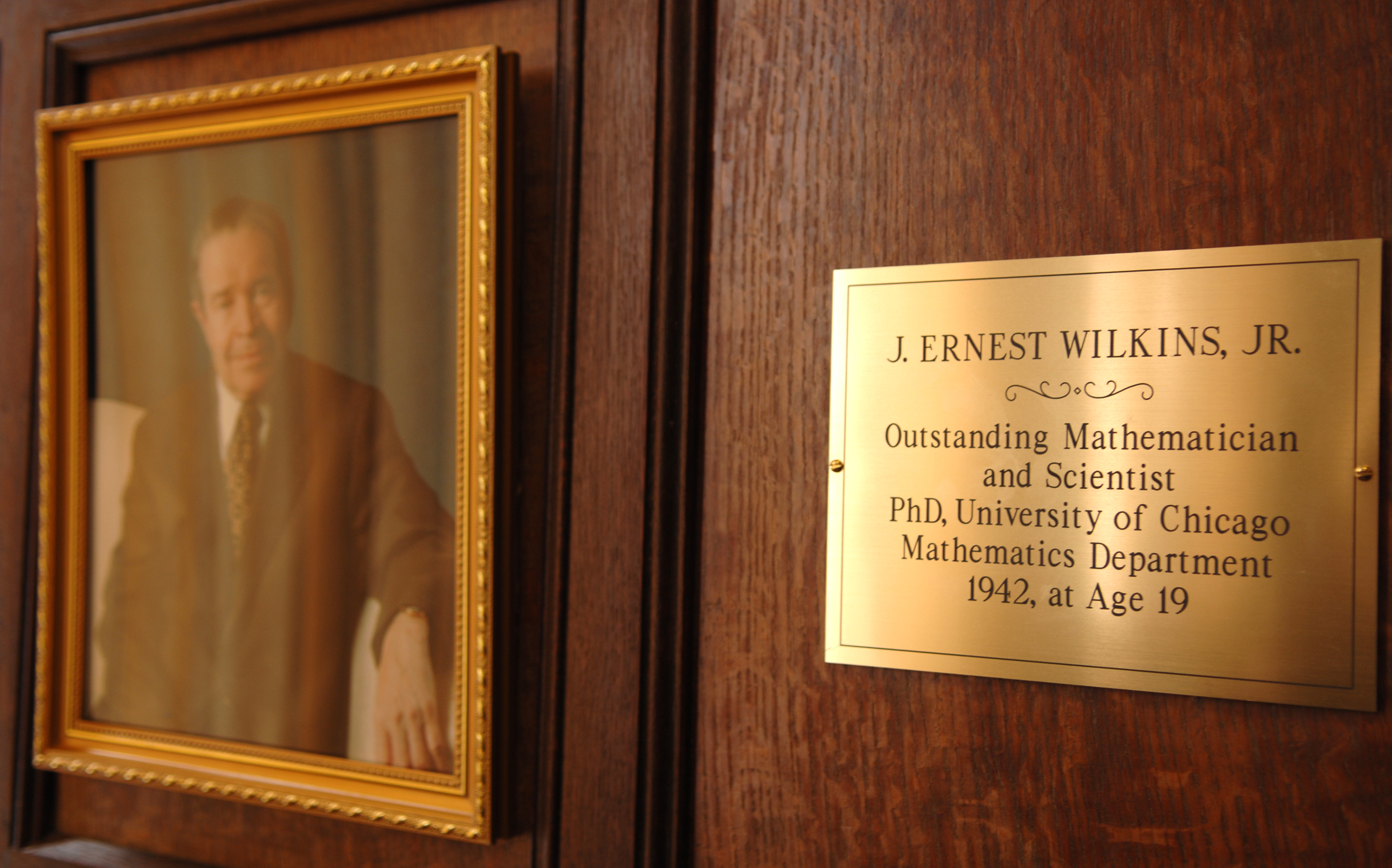
J. Ernest Wilkins Jr. – Widmung der Universität von Chicago, März 2007

- 1980: U.S. Army Outstanding Civilian Service Medal
- 1994: Lifetime Achievement Award, NAM
- 1994: Giant in Science Award, QEM Network
- 1996: Special Recognition Award, Department of Energy

## Mitgliedschaften (Auswahl)
- Kappa Alpha Psi
- American Society of Mechanical Engineers
- American Nuclear Society
- American Mathematical Society

## Veröffentlichungen (Auswahl)
- mit Robert L. Hellens, Paul E. Zweifel: “Status of Experimental and Theoretical Information on Neutron Slowing-Down Distributions in Hydrogenous Media,” in Proceedings of the International Conference on the Peaceful Uses of Atomic Energy, United Nations, 1956.
- The Landau Constants, in Progress in Approximation Theory, Nevai, Paul and Allan Pinkus, eds., Academic Press, 1991.
- mit E. P. Wigner: “Effect of the Temperature of the Moderator on the Velocity Distribution of Neutrons With Numerical Calculations for H as a Moderator,” in The Collected Works of Eugene Paul Wigner, Springer-Verlag, 1992.
- Mean Number of Real Zeroes of a Random Trigonometric Polynomial. II, in Topics in Polynomials of One or Several Variables and Their Applications, World Scientific Publishing, 1993.
- mit Herbert Goldstein, L. Volume Spencer: Systematic Calculations of Gamma-Ray Penetration, Physical Review, 1953.
- The Silverman Necessary Condition for Multiple Integrals in the Calculus of Variations, Proceedings of the American Mathematics Society, 1974.
- A Variational Problem in Hilbert Space, Applied Mathematics and Optimization, 1975–76.
- mit Keshav N. Srivastava: Minimum Critical Mass Nuclear Reactors, Part I and Part II, Nuclear Science and Engineering, 1982.
- mit J. N. Kibe: Apodization for Maximum Central Irradiance and Specified Large Rayleigh Limit of Resolution, II, Journal of the Optical Society of America A, Optics and Image Science, 1984.
- A Modulus of Continuity for a Class of Quasismooth Functions, Proceedings of the American Mathematics Society, 1985.
- An Asymptotic Expansion for the Expected Number of Real Zeros of a Random Polynomial, Proceedings of the American Mathematics Society, 1988.
- An Integral Inequality,” Proceedings of the American Mathematics Society, 1991.
- The Expected Value of the Number of Real Zeros of a Random Sum of Legendre Polynomials, Proceedings of the American Mathematics Society, 1997.
- Mean Number of Real Zeros of a Random Hyperbolic Polynomial, International Journal of Mathematics and Mathematical Sciences, 2000.
- Optimization of Extended Surfaces for Heat Transfer, video recording, American Mathematical Society, 1994.